# Dolichonobia prolata
Dolichonobia prolata är en spindeldjursart som beskrevs av Meyer 1974. Dolichonobia prolata ingår i släktet Dolichonobia och familjen Tetranychidae. Inga underarter finns listade i Catalogue of Life.